# GAZ Tigr

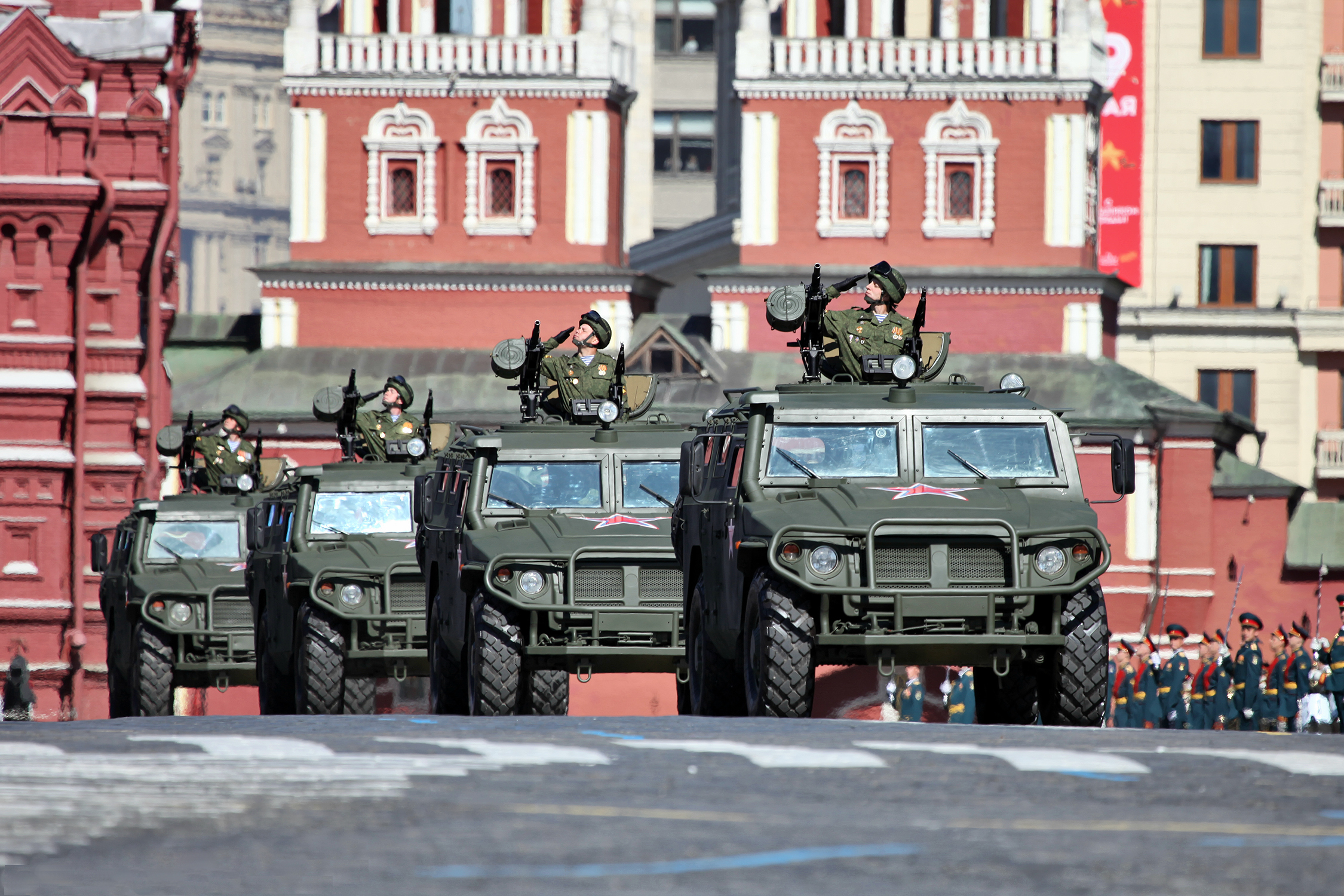
Vários GAZ-233014 Tigr do exército russo.

O GAZ Tigr (em russo: Тигр, ou Tigre) é um veículo de transporte de tropas 4x4 de multi-propósito produzido pela empresa GAZ, entregue para o exército russo em 2006. Ele foi exportado para as forças armadas de alguns países e organizações, como forças policiais.

## Fotos

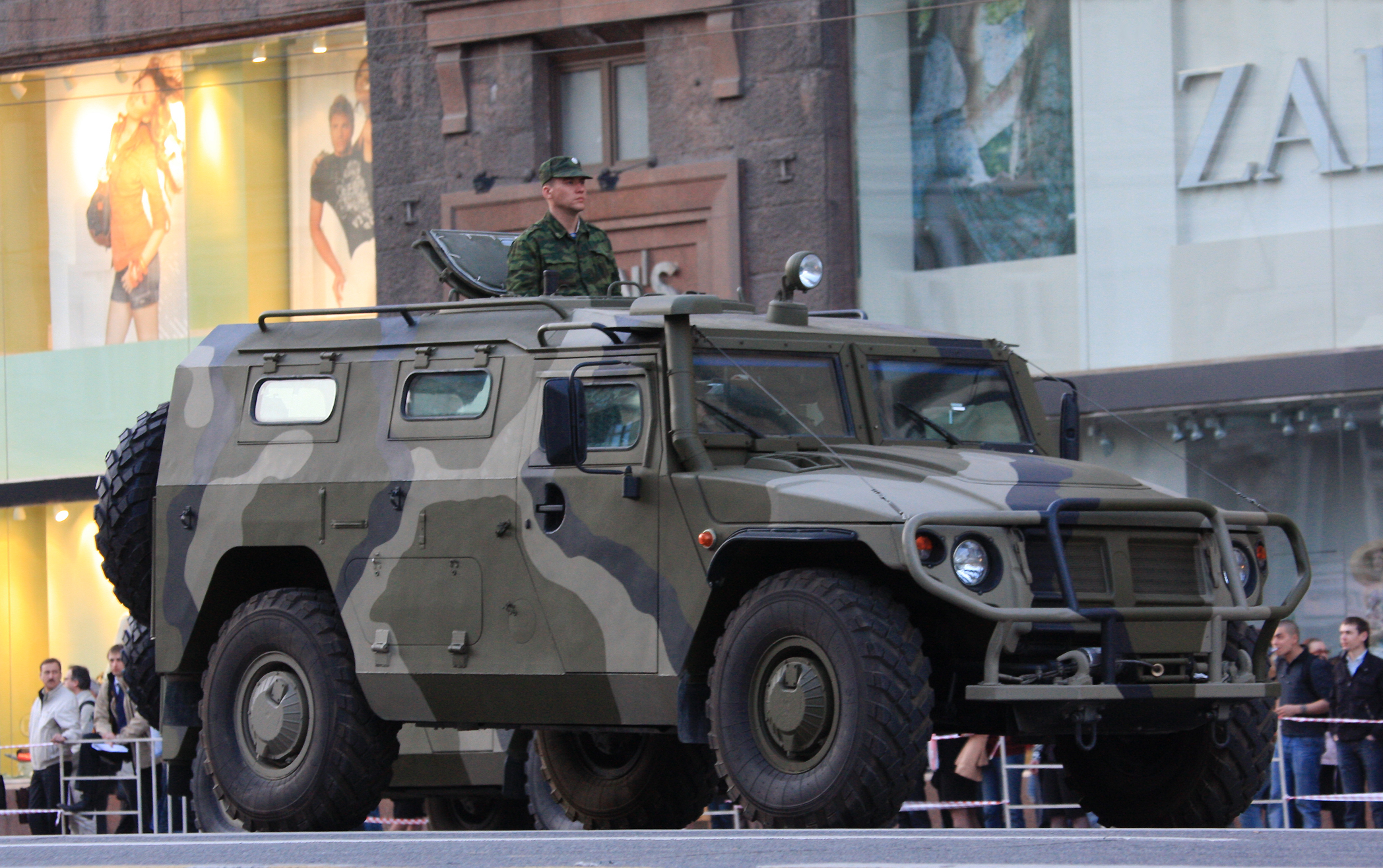
Um GAZ Tigr russo.
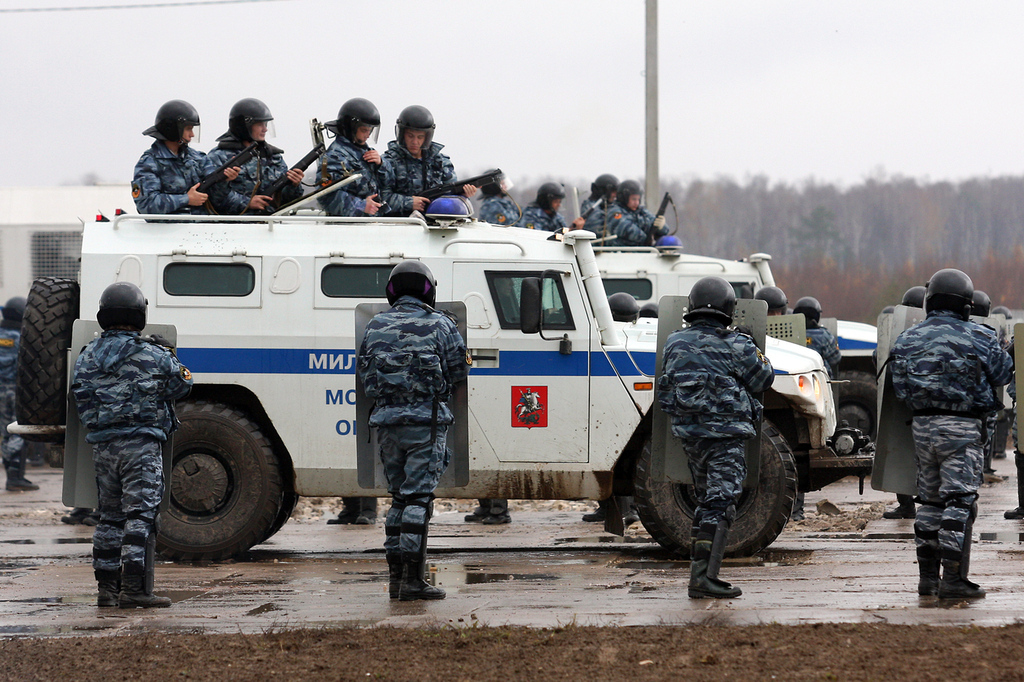
Um GAZ-233034 SPM-1 da polícia de Moscou.
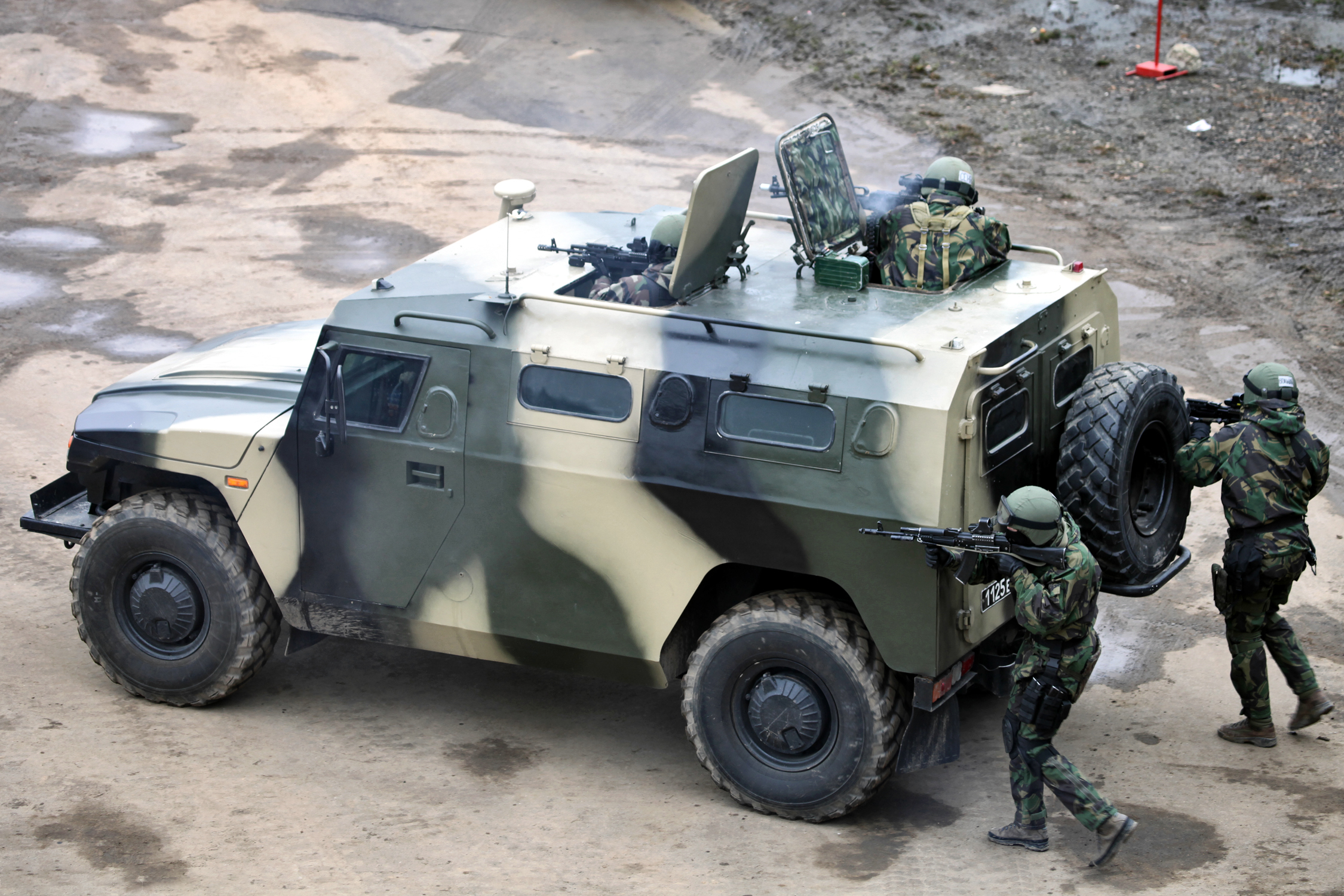
Soldados de infantaria russos em um exercício de treinamento.
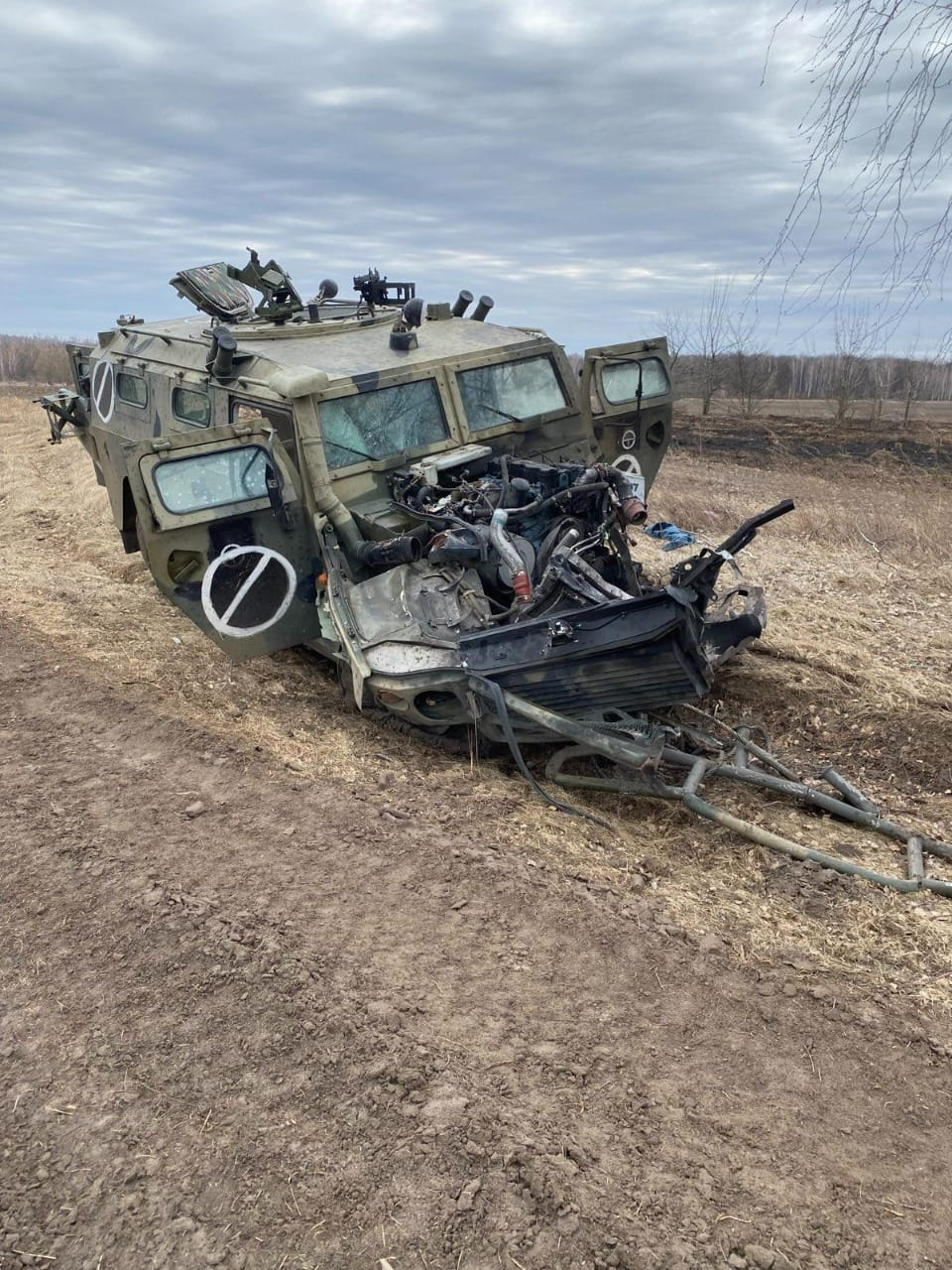
Um Tigr russo destruído na Ucrânia.